# 鋤大弟
锄大弟，或稱锄大D、階級鬥爭、步步高昇（粵語：co4 daai6 di2），起源於香港，是一個在香港、广东、马来西亚、新加坡、澳門及台灣等國家和地區使用撲克牌的賭博遊戲。锄大弟是華人界中不論男女老少均喜愛的撲克牌遊戲。相傳是20世紀時由香港人發明，後傳至广东、马来西亚、新加坡、澳門及台灣等地，也延申出某些地區的特別玩法。通常每場一桌必須要坐滿四位玩家才可以開局，每人十三張牌。不得已時，三個人也可以玩，但牌就會不只13張，最先打完手上的牌便勝出比賽。

## 規則
具體規則在各地區有一定的差異，以下描述常見的規則和變化：
- 發牌：將鬼牌之外的所有牌平均發放給所有玩家。（兩人玩時，有些人會發三份，其中一份留著不玩）。
- 首先由持有最小牌（階磚三）的玩家開始出牌，可以出單張、同點數的兩張、同點數的三張（某些地區不允許）、或特定組合方式的五張；但都必須包含階磚三。
  - 五張牌的組合可以是：蛇、花、俘虜、四條、同花順。
- 之後在該輪出牌中，各玩家依序出牌，必須出和前一玩家相同數量，且牌值更高的牌。
  - 與其他撲克遊戲的差別是，最大的牌不是A，而是2。
  - 點數相同時，花色的大小順序是葵扇 > 紅心 > 梅花 > 階磚（在台灣地區，梅花比階磚小）。

- 沒有牌值更高的牌時，該玩家說「過」或「pass」，之後在該輪不可再出牌。仍有牌可以出時，也可以因戰術考量而選擇「過」。

- 若所有其他玩家都不出牌，該輪結束，由最後出牌的玩家開始下一輪出牌。

## 花與蛇的規則版本差異
由於鋤大D沒有明確的發明者、規則制定者、遊戲手冊或官方賽事，遊戲規則在沒有互聯網的時代僅倚賴口耳相傳，因此不同玩家（即使在同一地區）之間對於花與蛇的規則存在不同的版本爭議：

### 花：
- 版本一：先以花色決定大小，若花色相同則以「點數最大的一張牌」決定大小（紅心35679＞梅花469J2＞梅花710QKA）。

- 版本二：先以「點數最大的一張牌」決定大小，若「點數最大的一張牌」點數相同則以花色決定大小（紅心357J2＞葵扇6710JA＞梅花89JQA）。
- 版本三：先以「點數最大的一張牌」決定大小，若「點數最大的一張牌」點數相同則以「點數第二大的一張牌」決定大小，若仍然相同則順序比較第三大、第四大以至最後一張牌，若五張牌點數完全一樣，則以花色決定大小（紅心357J2＞梅花89JQA＞葵扇6710JA）。
- 版本四：無同花這種組合。
  - 即使「花色優先」的規則可能得益於較簡單及較少產生歧義、令鋤大弟更易於普及而得到更多的玩家支持[4]；但部份支持「點數優先」的玩家（包括版本二及版本三）則認為「點數優先」背後的設計邏輯更合理[5]。
  - 【同花】的牌型規則容易與德州撲克的規則混淆或者受到影響，然而锄大弟與德州撲克屬於相似而不盡相同的撲克牌遊戲。例如锄大弟以2為最大而德州撲克以A為最大；又例如德州撲克不可能出現玩家之間持有「不同花色的【同花】」的情況，因此德州撲克只能以點數決定【同花】這種牌型的大小。

### 蛇：
- 版本一：A只可以作為蛇頭或蛇尾，不接受JQKA2、QKA23、KA234，但接受2與3相連，因此有A及2的A2345為最大蛇，其次為23456，再次為10JQKA，最小蛇為34567。
- 版本二：參考德州撲克以A為最大，不接受A與2相連，因此有A的10JQKA為最大蛇，其次為910JQK，最小蛇為23456。
- 版本三：參考德州撲克以A為最大，且接受A與2相連，因此有A及K的10JQKA為最大蛇，其次為A2345，再次為910JQK，最小蛇為23456。
- 版本四：參考德州撲克以A為最大，且接受A與2相連，但A與2相連時則A視為1，因此有A的10JQKA為最大蛇，其次為910JQK，最小蛇為A2345。
- 版本五：最大的2不能與最小的3相連，因此有A及2的JQKA2為最大蛇，其次為10JQKA，最小蛇為34567。
- 版本六：A只可以作為蛇頭或蛇尾，不接受JQKA2、QKA23、KA234，接受2與3相連，但與3相連時則A視為1且2失去「最大」的地位，因此10JQKA為最大蛇，其次為910JQK，第二小蛇為23456，最小蛇為A2345。
- 版本七：A只可以作為蛇頭或蛇尾，不接受JQKA2、QKA23、KA234，接受A與2相連且2與3相連，但此時A視為1且2失去「最大」的地位。因此A2345為最小蛇，第二小蛇為34567，而23456為最大蛇，其次為10JQKA。

### 可能由「超凡的葵扇2」引起的額外爭議
部份玩家認為：葵扇2（即大弟）在锄大弟的遊戲規則中應具有超凡的地位。既然單隻葵扇2可擊敗其他任何單隻，由葵扇2組成的一對可擊敗其他任何一對，同樣情況亦可見於俘虜及四條（雖然沒有葵扇2的俘虜2一樣可以擊敗其他俘虜）；因此為維護規則的統一性，由葵扇2組成的花或蛇應同樣可以擊敗其他花或蛇，凌駕於上述各版本規則之上。
值得一提的是【花規則的版本一】及【蛇規則的版本一】與「超凡的葵扇2」並沒有衝突，因此不會產生歧義或爭議。

## 臺灣玩法
- 最小張牌為梅花三。
- 點數相同時，花色的大小順序是葵扇 > 紅心 > 階磚 > 梅花
- 可出同點數的三張（條）。[來源請求]
- 不可出同花。
- 出一對時該輪也只能出一對直到大家都pass。
- 首位出牌的玩家的牌需含有最小的牌（梅花三）。
- 數字優先於花色（例如紅心5大於黑桃4）。

- 出五張牌時只能用該輪先出牌者使用的組合方式（例如先出了順時，該輪只能用順接，不能用葫蘆）。

- 不論該輪出的是什麼牌，都可以出四條、同花順或一條龍，稱為「切」。而一條龍>同花順>四條

## 贏法
先將手上所有的牌出完的玩家獲勝。遊戲可以在此結束，或待其他玩家繼續出完牌，分出名次。

## 註解
1. ↑  「弟」即是扑克牌中的「2」，粵語變读成「di2」音。